# Fédération du Cap-Vert de basket-ball
La Fédération du Cap-Vert de basket-ball (Federaçao Caboverdiana de Basquetbol en portugais) est une association, chargée d'organiser, de diriger et de développer le basket-ball au Cap-Vert.
La Fédération représente le basket-ball auprès des pouvoirs publics ainsi qu'auprès des organismes sportifs nationaux et internationaux et, à ce titre, le Cap-Vert dans les compétitions internationales. Elle défend également les intérêts moraux et matériels du basket-ball cap-verdien. Elle est affiliée à la FIBA depuis 1962, ainsi qu'à la FIBA Afrique.
La Fédération organise également le championnat national.